# Красный Кустарь (Липецкая область)
1. перенаправление Александровка (Становлянский район)